# Nelly Sachs

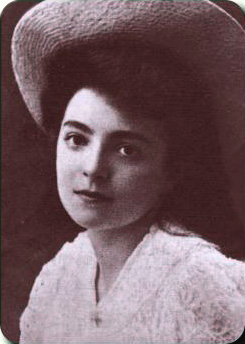
Nelly Sachs 1910.

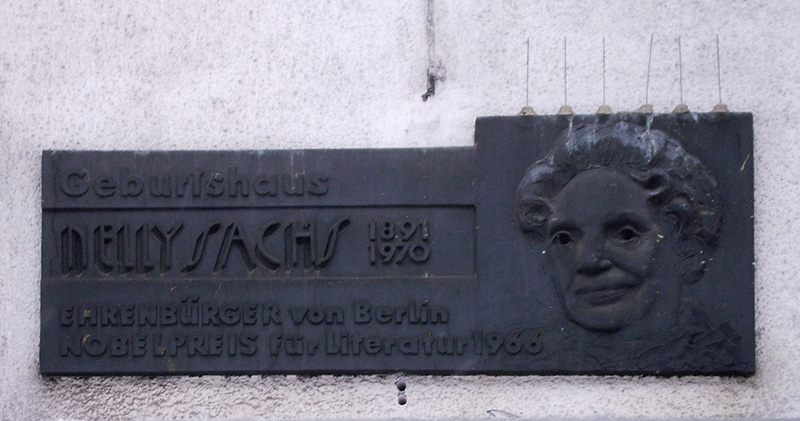
Sachs minnestavla i Berlin.

Nelly Sachs, född Leonie Sachs den 10 december 1891 i Schöneberg i Berlin, död 12 maj 1970 i Stockholm, var en tysk-svensk författare av judiskt ursprung, från 1940 bosatt i Sverige.

## Biografi
Nelly Sachs var bosatt i Berlin där hon skrev noveller, sagor och efterromantisk poesi. Hennes hymnartade poesi är en klagosång över det judiska folkets olyckor.
Tidiga verk av Nelly Sachs brändes under bokbålen runt om i Tyskland i maj 1933. Hon fick hjälp av Selma Lagerlöf att fly till Sverige 1940, där hon sedan kom att stanna till sin död. Den 25 april 1952 blev hon svensk medborgare.
En återskapad kopia av hennes lägenhet, från Bergsunds strand, finns bevarad i ett magasin under Kungl. biblioteket i Stockholm, med en stor del av hennes ägodelar. Vid Hornsbergs strand på Kungsholmen i Stockholm ligger Nelly Sachs park, uppkallad efter henne.

## Författarskap
Efter några år av tystnad efter flytten till Sverige återkom hon som skaldinna med dikter av en helt ny dimension. Hennes ständiga tema i samlingar som In den Wohnungen des Todes (1947), Sternverdunklung (1949) och Flucht und Verwandlung (1959) var hennes och judarnas upplevelser av förföljelse, skräck och död.
Även i mysteriespelet Eli (1951, översatt 1965) gestaltar hon det judiska folkets lidanden. Hennes dikter har översatts till svenska av Johannes Edfelt, Erik Lindegren, Gunnar Ekelöf med flera.
Nelly Sachs fick dela Nobelpriset i litteratur 1966 med den israeliske författaren Samuel Agnon, och tilldelades det med motiveringen "för hennes framstående lyriska och dramatiska diktning, som med gripande styrka tolkar Israels öde".